# Sielsowiet Olszany
Sielsowiet Olszany (biał. Альшанскі сельсавет; ros. Ольшанский сельсовет) – sielsowiet na Białorusi, w obwodzie brzeskim, w rejonie stolińskim, z siedzibą w Olszanach. Północną granicę sielsowietu stanowi Prypeć.
Według spisu z 2009 sielsowiet Olszany zamieszkiwało 8608 osób, w tym 8559 Białorusinów (99,43%), 27 Rosjan (0,31%), 15 Ukraińców (0,17%), 1 Amerykanin (0,01%) i 6 osób, które nie podały żadnej narodowości.

## Miejscowości
- agromiasteczko:
  - Olszany
- wsie:
  - Siemihościcze
  - Wysokie